# Bazouges-la-Pérouse
Bazouges-la-Pérouse (tiếng Breton: Bazeleg-ar-Veineg, Gallo: Bazój-la-Pérózz) là một xã của tỉnh Ille-et-Vilaine, thuộc vùng Bretagne, miền tây bắc nước Pháp.